# Rêves-parties
Rêves-parties is een livealbum van Ange uit 2000. Het album bevat opnamen van drie concerten. Het betrof concerten in Massy (Opéra Théatre, 7 december 1997), Tours (Salle Alan Jack, 24 oktober 1998) en Parijs (Olympia, 26 maart 2000). Welk lied waar is opgenomen vermeldde het album niet, de nummers begeleid door het orkest zijn in Massy opgenomen. Het album werd in 2000 uitgegeven door de fanclub Un pied dans la marge; in 2006 volgde een release via Musea Records. 

## Musici
- Christian Décamps – zang, akoestische gitaar, synthesizer
- Tristan Décamps – toetsinstrumenten, zang
- Hassan Hajdi – gitaar, zang
- Thierry Sidhoum – basgitaar, zang
- Hervé Rouyer – drumstel, percussie
- Orchestre Massy onder leiding van Stanislas Renout: "Les piranhas", "Nocturnes", "L'orchestre", "3Ème étoile à Gauche", "Les nénuphars", "Le sexe des anges", "Selon Socrate et Copernic", "Devine!", "A bientôt sur la vie!"

## Muziek
| Nr. | Titel                       | Duur  |
| --- | --------------------------- | ----- |
| 1.  | Les piranhas                | 3:50  |
| 2.  | Approximatif univers        | 5:51  |
| 3.  | Que deviennement les héros? | 3:53  |
| 4.  | Nocturnes                   | 2:54  |
| 5.  | L’orchestre                 | 2:13  |
| 6.  | 3èeme étoile a gauche       | 4:45  |
| 7.  | Quasimodo                   | 13:56 |
| 8.  | Les nénuphars               | 5:08  |
| 9.  | Le sexe des anges           | 6:21  |
| 10. | Selon Socrate et Copernic   | 6:03  |
| 11. | Devine!                     | 4:37  |
| 12. | A bientôt sur la vie!       | 6:06  |

| Nr. | Titel               | Duur  |
| --- | ------------------- | ----- |
| 1.  | Bilboquet           | 6:40  |
| 2.  | Le rêve est a rêver | 6:04  |
| 3.  | Présentation        | 2:58  |
| 4.  | Le soir du diable   | 5:00  |
| 5.  | Fou                 | 6:03  |
| 6.  | Caricatures (poème) | 1:45  |
| 7.  | Tout blue           | 11:36 |
| 8.  | Godevin le vilain   | 3:24  |
| 9.  | Hymne à la vie      | 12:16 |